# سونيا كوريا
سونيا كوريا (بالبرتغالية: Sonia Corrêa‏) هي باحثة وكاتِبة برازيلية، ولدت في 18 نوفمبر 1948 في البرازيل.